# Избори за Сенат Краљевине Југославије 1939.
Сенаторски избори су извршени 12. новембра 1939. Гласање је вршено по бановинама и Београду. Бирано је 47 сенатора. Демократска странка није учествовала.

## Изабрани сенатори
за подручје Управе Града Београда:
- др. Јован Радонић, академик, професор Универзитета Београда и председник месног одбора ЈРЗ.

за Моравску Бановину:
- Милан Јоксимовић, инжењер из Ниша (ЈРЗ);
- Љубомир Божиновић, индустријалац и бивши народни посланик из Књажевца (ЈРЗ);
- Димитрије Младеновић Грга, индустријалац и бивши народни посланик из Пирота (ЈРЗ);
- Драгић Шелмић, економ и бивши народни посланик из Соко Бање (ЈРЗ);
- Средоје Бркић, земљорадник из Доње Краварице (Земљорадничка странка).

за Дунавску Бановину:
- др. Живан Лукић, адвокат и бивши народни посланик из Београда (ЈРЗ);
- др. Бранко Илић, лекар и бивши председник Општине у Новом Саду (ЈРЗ);
- Милутин Петровић, бивши председник Општине у Београду и бивши сенатор (радикал. групе г. Б. Максимовића);
- др. Ивна Ивандекић, бивши председник Општине Суботица (ЈРЗ);
- др. Милан Костић, бивши сенатор из Земуна (СДС);
- Јоца Георгијевић, индустијалац и бивши народни посланик из Вршца (ЈРЗ);
- Димитрије Јовановић, апотекар из Аранђеловца (ЈРЗ);
- Каменко Божић, бивши сенатор из Крагујевца (ЈРЗ).

за Вардарску Бановину:
- Јован Алтипармаковић, министар на расположењу и бивши народни посланик из Битоља (ЈРЗ);
- Михаило Каламатијевић, трговац и бивши народни посланик из Штипа (ЈРЗ);
- Глигорије Ташковић, овлашћени инжењер из Скопља (Земљорадничка странка);
- др. Џафер Сулејмановић (sq, mk), лекар, бивши народни посланик и бивши сенатор из Тетова (радикал. групе г. Б. Максимовића);
- Ђура Крџалић, адвокат и бивши народни посланик из Лесковца (радикал. групе г. Л. Марковића).

за Дринску Бановину:
- Бојко Чвркић, министар на расположењу и бивши народни посланик (ЈРЗ);
- Милоје Рајаковић, министар на расположењу и бивши народни посланик из Бајине Баште (ЈРЗ);
- Узеирага Хаџихасановић, бивши сенатор (ЈРЗ);
- др. Мирослав Орешковић, лекар из Сарајева (ХСС);
- др. Урош Круљ, бивши сенатор и бивши министар (ЈРЗ).

за Врбаску Бановину:
- Душан Милошевић, бивши народни посланик из Пискавице (ЈРЗ);
- др. Нурија Поздерац, бивши народни посланик из Цазина (ЈРЗ);
- Ђорђе Вранашевић, свештеник из Штрбаца (Земљорадничка странка).

за Дравску Бановину:
- Фран Смодеј, бивши сенатор (ЈРЗ);
- Фран Шаубах, окружни инспектор у пензији (ЈРЗ);
- Јанез Бродар, поседник (ЈРЗ);
- Алојзије Михелџић, бивши народни посланик (ЈРЗ).

за Бановину Хрватску:
- др. Михо Шкврце, адвокат и бивши општински начелник из Дубровника (ХСС);
- др. Иван Пернар, адвокат из Загреба и бивши народни посланик (ХСС);
- Већеслав Вилдер, публициста из Загреба и бивши народни посланик (СДС);
- Никола Срдовић, сељак из села Заклатице (ХСС);
- Јосип Ђидо Вуковић, сељак из Суботице (ХСС);
- Сава Н. Косановић, публициста из Загреба и главни секретар СДС (СДС);
- др. Ислам Филиповић, адвокат из Јајца (ХСС);
- Шиме Беламарић, сељак из шибенског кварта Мандалине (ХСС);
- Нико Суботић, адвокат из Шибеника и бивши министар (ЈРЗ);
- Антун Бабић, сељак из Жупње (ХСС);
- Винко Сарнечић, општински начелник из Корчуле (ХСС);
- Антун Павловић, поседник из Криж Поља срез Бриње (ХСС);
- Фрања Малчић, бивши народни посланик из села Чучерија (ХСС).

за Зетску Бановину:
- др. Ђуро Вукотић, бивши сенатор (ЈРЗ);
- Марко Вујачић, пензионер из Никшића (Земљорадничка странка);
- Тихомир Шарковић, бивши народни посланик из Новог Пазара (ЈРЗ).[3]